# Уманщина
Уманщина — історико-географічний регіон у центральній частині України. Займає західну частину Придніпровської височини, так званої Середньої Наддніпрянщини.
Назва походить від культурно-історичного центру території — міста Умань.

## Географія
Уманщина розташована у західній частині Придніпровської височини Українського щита. Входить до Середньої Наддніпрянщини.
Основні водойми — річки Уманка, Ятрань, Синиця та Ревуха басейну Південного Бугу.
За сучасним адміністративним устроєм України до Уманщини входять західні райони Черкаської, східні Вінницької, південні Київської та північні райони Кіровоградської областей.

## Історія
У різні історичні періоди значна частина Уманщини адміністративно входила до таких адміністративних одиниць:
- Уманський полк
- Уманський повіт
- Уманська округа
- Уманський район (1923—2020)
- Уманський район[1]

## Уманська область
Згідно географічних, культурно-історичних, ентічних та лінгвістичних особливостей Уманщини ряд дослідників висувають концепцію Уманської області із центром в Умані, яка займала б території Бершадського, Гайсинського, Теплицького й Чечельницького районів Вінницької області (ймовірно, з м. Ладижин), Ставищенського й Тетіївського районів Київської області, Гайворонського, Голованівського, Новоархангельського й Благовіщенського районів Кіровоградської області, Кривоозерського району Миколаївської області (ймовірно, з м. Первомайськ), Балтського, Кодимського й Савранського районів Одеської області, а також Жашківського, Маньківського, Монастирищенського, Тальнівського, Уманського та Христинівського районів Черкаської області. До складу області входило б 20 адміністративних районів (і до трьох міст обласного підпорядкування), а центр області розташовувалося б недалеко від географічного центру території.